# Henry Trimen
Henry Trimen est un botaniste britannique, né le 26 octobre 1843 et mort le 16 octobre 1896.
Il est assistant au département de botanique du British Museum de 1869 à 1879. Il succède à George Henry Kendrick Thwaites à la tête du jardin botanique de l’université de Peradeniya à Kandy au Sri Lanka. Il est l’éditeur du Journal of Botany, British and Foreign de 1871 à 1896 (volumes 10 à 18). Il devient membre de la Royal Society le 7 juin 1888. Il est le frère de l’entomologiste Roland Trimen.

## Œuvre scientifique
Trimen est notamment l’auteur de :
- Avec Sir William Turner Thiselton-Dyer (1843-1928) Flora of Middlesex : A topographical and historical account of the plants found in the county (Robert Hardwicke, 1869).
- Avec Robert Bentley (1821-1893) Medicinal plants : being descriptions with original figures of the principal plants employed in medicine… (Churchill, Londres, quatre volumes, 1880).
- Hortus Zeylanicus. A classified list of the plants, both native and exotic, growing in the Gardens… (G. J. A. Skeen, Colombo, 1888).
- Hand-Book to the Flora of Ceylon (Dulau & Co., Londres, à partir de 1893) – Trimen signe les trois premières parties, l’ouvrage est terminé par Sir William Jackson Hooker (1785-1865) et Arthur Hugh Garfit Alston (1902-1958).